# Edgar Dören

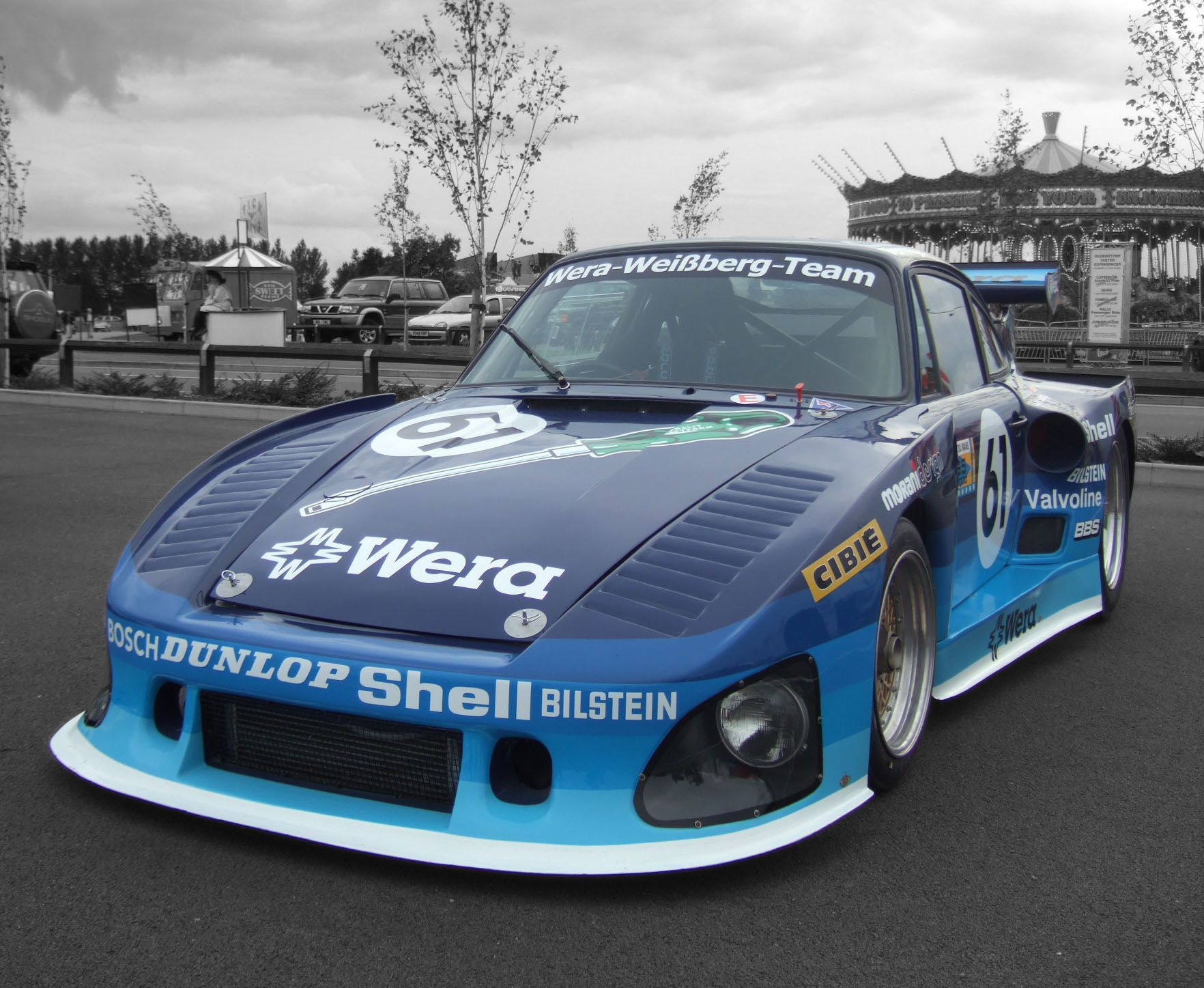
Der Porsche 935K3 mit dem Edgar Dören beim 24-Stunden-Rennen von Le Mans 1981 am Start war

Edgar Dören (* 6. Oktober 1941 in Wuppertal; † 1. April 2004 ebenda) war ein deutscher Automobilrennfahrer.

## Karriere
Edgar Dören fuhr seit den 1970er Jahren Autorennen, meist mit Sportwagen aus Stuttgart-Zuffenhausen, weswegen er auch Mr. Porsche genannt wurde. Er war lange Jahre in der damaligen Deutschen Rennsportmeisterschaft (DRM), sechs Mal beim 24-Stunden-Rennen von Le Mans sowie in vielen anderen GT-Rennen am Start, aber seine zweite Heimat war die Nordschleife des Nürburgrings.
Seit 22 Jahren fuhr er VLN-Langstreckenrennen, wo er zwei Dutzend Gesamtsiege errang. Zudem gewann er 1988 dort mit Gerhard Holup das 24h-Rennen, mit einem privat eingesetzten 15 Jahre alten Porsche 911 Carrera RSR gegen moderne Werksautos.
In der Eifel war der Wuppertaler bei Konkurrenten und Zuschauern beliebt durch seine faire Fahrweise, seine stets freundliche Art und insbesondere das beinahe ständige Winken mit der Hand aus dem Seitenfenster. Zudem ermöglichte er zahlreichen Nachwuchsfahrern, im Rahmen der CHC-Leistungsprüfungen auf seinen Porsche erste Erfahrungen zu sammeln.
Beim Langstreckenrennen Ende Oktober 2003 war Edgar Dören noch auf zwei Porsche am Start gewesen.
Im März 2004 wurde sein Krebsleiden bekannt, dem er am 1. April 2004 erlag. Das erste Rennen der VLN stand unter dem Eindruck des plötzlich verstorbenen und überaus beliebten, langjährigen Teilnehmers. Nach einer Schweigeminute führte Dörens Teamkollege Karl-Christian Lück im Dören-Porsche das Feld in die Einführungsrunde. Von den 165 Rennwagen am Start trugen die meisten Fahrzeuge Trauerflor.

## Statistik

### Le-Mans-Ergebnisse
| Jahr | Team                    | Fahrzeug        | Teamkollege        | Teamkollege          | Teamkollege    | Platzierung             | Ausfallgrund    |
| ---- | ----------------------- | --------------- | ------------------ | -------------------- | -------------- | ----------------------- | --------------- |
| 1978 | Hervé Poulain           | Porsche 934     | Gerhard Holup      | Hervé Poulain        | Romain Feitler | Ausfall                 | Getriebeschaden |
| 1979 | Sekurit Racing          | Porsche 935/77A | Dieter Schornstein | Götz von Tschirnhaus |                | Rang 7                  |                 |
| 1981 | Weralit Racing Team     | Porsche 935K3   | Gerhard Holup      | Jürgen Lässig        |                | Ausfall                 | Motorschaden    |
| 1982 | Edgar Dören             | Porsche 935K3   | Billy Sprowls      | Andres Contreras     |                | Ausfall                 | kein Benzin     |
| 1984 | Henn’s T-Bird Swap Shop | Porsche 962     | Michel Ferté       | Preston Henn         |                | Ausfall                 | Zündung         |
| 1985 | Helmut Gall             | BMW M1          | Martin Birrane     | Jean-Paul Libert     |                | Rang 15 und Klassensieg |                 |

### Einzelergebnisse in der Sportwagen-Weltmeisterschaft
| Saison | Team                                                       | Rennwagen                                   | 1   | 2   | 3   | 4   | 5   | 6   | 7   | 8   | 9   | 10  | 11  | 12  | 13  | 14  | 15  | 16  | 17  |
| ------ | ---------------------------------------------------------- | ------------------------------------------- | --- | --- | --- | --- | --- | --- | --- | --- | --- | --- | --- | --- | --- | --- | --- | --- | --- |
| 1975   | Rallye Gemeinschaft Ulm                                    | Porsche 911 Carrera RSR                     | DAY | MUG | DIJ | MON | SPA | PER | NÜR | ZEL | WAT |     |     |     |     |     |     |     |     |
| 1975   | Rallye Gemeinschaft Ulm                                    | Porsche 911 Carrera RSR                     |     |     |     | 16  |     |     |     |     |     |     |     |     |     |     |     |     |     |
| 1976   | Max Moritz                                                 | Porsche Carrera RSR                         | MUG | VAL | NÜR | MON | SIL | IMO | NÜR | ZEL | PER | WAT | MOS | DIJ | DIJ | SAL |     |     |     |
| 1976   | Max Moritz                                                 | Porsche Carrera RSR                         |     |     |     | 7   |     |     |     |     |     |     |     |     |     |     |     |     |     |
| 1977   | Max Moritz                                                 | Porsche Carrera RSR Porsche 935 Porsche 934 | DAY | MUG | DIJ | MON | SIL | NÜR | VAL | PER | WAT | EST | LEC | MOS | IMO | SAL | BRH | HOK | VAL |
| 1977   | Max Moritz                                                 | Porsche Carrera RSR Porsche 935 Porsche 934 |     |     |     |     |     | 13  |     |     |     |     |     |     |     |     | 2   | 7   |     |
| 1978   | Max Moritz Hervé Poulain                                   | Porsche 934 Porsche 911 Carrera RSR         | DAY | SEB | MUG | TAL | DIJ | SIL | NÜR | LEM | MIS | DAY | WAT | VAL | ROD |     |     |     |     |
| 1978   | Max Moritz Hervé Poulain                                   | Porsche 934 Porsche 911 Carrera RSR         |     |     | 12  |     | 16  | DNF | 11  | DNF | 8   |     |     | 8   |     |     |     |     |     |
| 1979   | Sekurit Racing                                             | Porsche 935                                 | DAY | SEB | MUG | TAL | DIJ | RIV | SIL | NÜR | LEM | PER | DAY | WAT | SPA | BRH | ROA | VAL | ELS |
| 1979   | Sekurit Racing                                             | Porsche 935                                 |     |     |     |     | 3   |     | 3   | 4   | 7   |     |     |     |     | 4   |     | 8   |     |
| 1980   | Weralit Racing                                             | Porsche 935                                 | DAY | BRH | SEB | MUG | MON | RIV | SIL | NÜR | LEM | DAY | WAT | SPA | MOS | ROA | VAL | DIJ |     |
| 1980   | Weralit Racing                                             | Porsche 935                                 |     | DNF |     |     |     |     | 6   |     |     |     |     |     |     |     | 4   | DNF |     |
| 1981   | Weralit Racing Belgian VW Club Preston Henn                | Porsche 935 Audi 80                         | DAY | SEB | MUG | MON | RIV | SIL | NÜR | LEM | PER | DAY | WAT | SPA | MOS | ROA | BRH |     |     |
| 1981   | Weralit Racing Belgian VW Club Preston Henn                | Porsche 935 Audi 80                         |     |     | 12  | 1   |     | 5   | 5   | DNF | 4   |     |     | 26  | 4   | DNF | 8   |     |     |
| 1982   | Weralit Racing Obermeier Racing Edgar Dören Fritz Glatz    | Porsche 935 TOJ SC205                       | MON | SIL | NÜR | LEM | SPA | MUG | FUJ | BRH |     |     |     |     |     |     |     |     |     |
| 1982   | Weralit Racing Obermeier Racing Edgar Dören Fritz Glatz    | Porsche 935 TOJ SC205                       | DNF | 9   | DNF | DNF | DNF |     |     |     |     |     |     |     |     |     |     |     |     |
| 1983   | Jürgensen Racing Edgar Dören                               | BMW M1 Porsche 930                          | MON | SIL | NÜR | LEM | SPA | FUJ | KYA |     |     |     |     |     |     |     |     |     |     |
| 1983   | Jürgensen Racing Edgar Dören                               | BMW M1 Porsche 930                          | 10  | 11  | 7   |     | DNF |     | DNF |     |     |     |     |     |     |     |     |     |     |
| 1984   | Jügensen Racing Henns T-Bird Raymond Boutinaud Helmut Gall | BMW M1 Porsche 962 Porsche 928              | MON | SIL | LEM | NÜR | BRH | MOS | SPA | IMO | FUJ | KYA | SAN |     |     |     |     |     |     |
| 1984   | Jügensen Racing Henns T-Bird Raymond Boutinaud Helmut Gall | BMW M1 Porsche 962 Porsche 928              | DNF | 19  | DNF | DNF | DNF |     | 13  |     |     |     |     |     |     |     |     |     |     |
| 1985   | Helmut Gall Sportwagencenter Oster                         | BMW M1                                      | MUG | MON | SIL | LEM | HOK | MOS | SPA | BRH | FUJ | SEL |     |     |     |     |     |     |     |
| 1985   | Helmut Gall Sportwagencenter Oster                         | BMW M1                                      |     |     |     | 15  | 11  |     |     | 11  |     |     |     |     |     |     |     |     |     |
| 1988   | Walter Maurer                                              | Maurer C87                                  | JER | JAR | MON | SIL | LEM | BRÜ | BRH | NÜR | SPA | FUJ | SAN |     |     |     |     |     |     |
| 1988   | Walter Maurer                                              | Maurer C87                                  |     |     |     |     | DNF |     |     |     |     |     |     |     |     |     |     |     |     |